# James Stevens (Politiker, 1768)
James Stevens (* 4. Juli 1768 in New Canaan, Colony of Connecticut; † 4. April 1835 in Stamford, Connecticut) war ein US-amerikanischer Politiker. Zwischen 1819 und 1821 vertrat er den Bundesstaat Connecticut im US-Repräsentantenhaus.

## Werdegang
Nach einem Jurastudium und seiner Zulassung als Rechtsanwalt begann James Stevens in Stamford in diesem Beruf zu praktizieren. Er war Mitglied der Demokratisch-Republikanischen Partei. Zwischen 1804 und 1818 saß er mehrfach als Abgeordneter im Repräsentantenhaus von Connecticut. Im Jahr 1819 war er Richter am Nachlassgericht in Stamford.
Bei den staatsweit ausgetragenen Kongresswahlen des Jahres 1818 wurde Stevens für das sechste Abgeordnetenmandat von Connecticut in das US-Repräsentantenhaus in Washington, D.C. gewählt. Dort trat er am 4. März 1819 die Nachfolge von Nathaniel Terry von der Föderalistischen Partei an. Bis zum 3. März 1821 absolvierte er aber nur eine Legislaturperiode im Kongress. Nach seiner Zeit im Repräsentantenhaus war Stevens bis 1826 Friedensrichter in Stamford. Dieses Amt bekleidete er bereits seit 1819. Von 1822 bis 1829 war Stevens auch Posthalter in Stamford. Im Jahr 1823 fungierte er als Bezirksrichter im Fairfield County. Ansonsten arbeitete er wieder als Anwalt. James Stevens starb am 4. April 1835 in seinem Wohnort Stamford und wurde dort auch beigesetzt.